# トマ・ペスケ
トマ・ペスケ（Thomas Pesquet, 1978年2月27日 - ）は、フランス人宇宙飛行士。2021年、フランス人初の国際宇宙ステーション船長に就任した。

## 人物
フランス人10人目の宇宙飛行士で、2016年11月17日から2017年6月2日までフランス人として初めて国際宇宙ステーションに6カ月間滞在した。
2021年4月23日、打ち上げられたスペースXに搭乗。2回目の宇宙で、フランス人初の国際宇宙ステーション船長に就任した。
東京五輪
2020年東京オリンピックの閉会式が行われた2021年8月8日、閉会式を先取りして宇宙空間で日本人の星出彰彦から五輪旗を引き継ぐ様子をツイッター上に載せた。
当日の実際の閉会式における2024年パリオリンピックへの引継ぎ式では、宇宙ステーション内で国歌のラ・マルセイエーズをサックスで演奏する映像が流れた。